# Závada (district de Veľký Krtíš)
Závada (hongrois : Érújfalu) est un village de Slovaquie situé dans la région de Banská Bystrica.

## Histoire
La première mention écrite du village date de 1393.

## Démographie

### Évolution de la population
| Année:               | 1994. | 2004.    | 2014.   | 2024.    |
| -------------------- | ----- | -------- | ------- | -------- |
| Nombre de personnes: | 482   | 540      | 502     | 392      |
| Différence:          |       | +12,03 % | -7,03 % | -21,91 % |

| Année:               | 2023. | 2024.   |
| -------------------- | ----- | ------- |
| Nombre de personnes: | 401   | 392     |
| Différence:          |       | -2,24 % |